# Synchiropus circularis
Synchiropus circularis là một loài cá biển thuộc chi Cá đàn lia gai (Synchiropus) trong họ Cá đàn lia. Loài này được mô tả lần đầu tiên vào năm 1984.

## Phân bố và môi trường sống
S. circularis có phạm vi phân bố ở Tây Thái Bình Dương. Loài này được tìm thấy ở vùng biển xung quanh quần đảo Mariana, về sau được ghi nhận thêm tại quần đảo Chesterfield. S. circularis sống ở độ sâu khoảng 35 m trở lại.

## Mô tả
Mẫu vật lớn nhất của S. circularis có chiều dài cơ thể được ghi nhận là 2,3 cm.
Số gai ở vây lưng: 4; Số tia vây mềm ở vây lưng: 8; Số gai ở vây hậu môn: 0; Số tia vây mềm ở vây hậu môn: 7 - 8.